# Tiandian (köpinghuvudort i Kina, Hubei Sheng, lat 31,03, long 113,45)
Tiandian är en köpinghuvudort i Kina. Den ligger i provinsen Hubei, i den centrala delen av landet, omkring 94 kilometer nordväst om provinshuvudstaden Wuhan. Antalet invånare är 14 570. Befolkningen består av 7 207 kvinnor och 7 363 män. Barn under 15 år utgör 12,0 %, vuxna 15-64 år 76 %, och äldre över 65 år 11,0 %.
Runt Tiandian är det tätbefolkat, med 636 invånare per kvadratkilometer. Närmaste större samhälle är Chengzhong, 13,7 km sydost om Tiandian. Trakten runt Tiandian består till största delen av jordbruksmark.
Genomsnittlig årsnederbörd är 1 371 millimeter. Den regnigaste månaden är juli, med i genomsnitt 192 mm nederbörd, och den torraste är december, med 18 mm nederbörd.